# کتابخانه دانشگاه شیکاگو

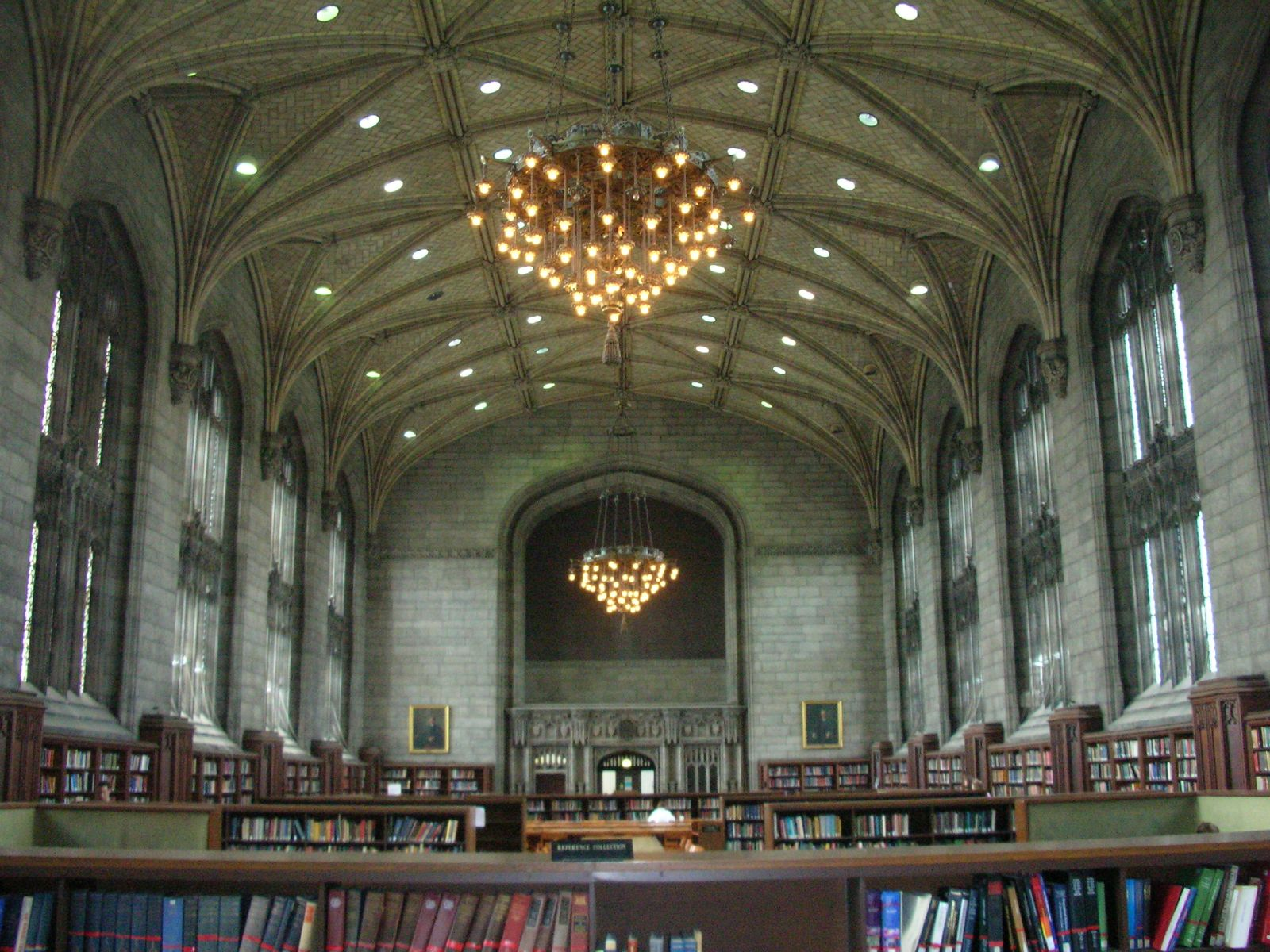

کتابخانهٔ دانشگاهِ شیکاگو (به انگلیسی: University of Chicago Library) نام یک سامانه کتابخانه‌ای در آمریکا است. این مؤسسه متعلق به دانشگاه شیکاگو است.
سیستم کتابخانه این دانشگاه با ۸٬۵۹۷٬۱۵۹ عنوان کتاب در زمره بزرگترین مخازن کتب کشور آمریکا محسوب می‌شود.